# Ousmane N’Diaye
Ousmane N’Diaye (Guédiawaye, el 19 de marzo de 2004), es un baloncestista senegalés que juega en el Coviran Granada de la Liga Endesa, en calidad de cedido desde el Saski Baskonia. Con 2.11 metros de altura, juega en la posición de ala-pívot.

## Trayectoria profesional
Se formó baloncestísticamente en los Dragons Rhoendorf y debutó con el primer equipo durante la temporada 2019-20 en la ProB, la tercera división de su país, donde jugó allí hasta la temporada 2021-22.
En la temporada 2022-23, firma por el Saski Baskonia B de la Liga LEB Plata, donde promedia 9,2 puntos y 7,5 rebotes por partido. En abril de 2023, anunciaría su candidatura al draft de la NBA de 2023.
El 14 de septiembre de 2023, firma por el Zunder Palencia de la Liga ACB.
El 27 de febrero de 2025, firma por el Coviran Granada de la Liga Endesa, en calidad de cedido desde el Saski Baskonia.

### Selección nacional
Es internacional con la selección senegalesa sub-18 y disputó el Campeonato de África sub-18 de 2022.